# Адміністративний поділ Гани

Регіони Гани

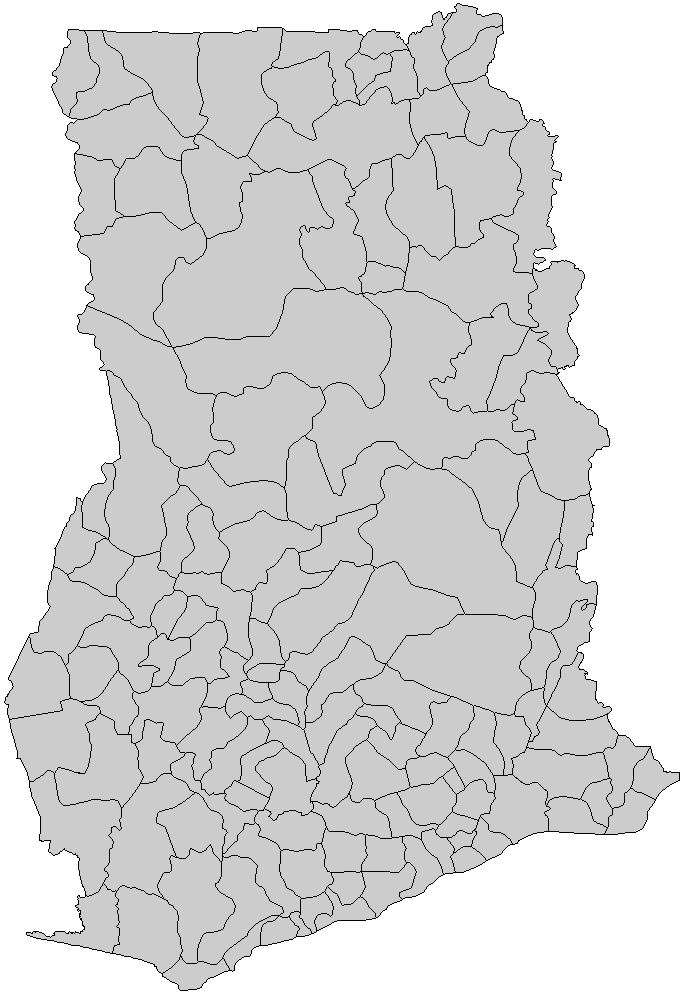
Дистрикти Гани

Регіони Гани до 2019 року

Територія Гани поділяється на 16 регіонів (англ. region), які, в свою чергу, складаються з 216 дистриктів (англ. district).
Під час адміністративної реформи наприкінці 1980-х рр. територію Гани було поділено на 110 районів, в першу чергу задля боротьби з корупцією. Відтепер місцеві адміністрації мали співпрацювати напряму з районними асамблеями. Подальшими роками було утворено додатково 28 районів шляхом виокремлення територій з найбільших районів. Станом на вересень 2008 року в Гані 138 районів (дістриктів).

## Області Гани
| Область        | Область (English) | Центр            | Площа, км² | Населення, тис.чол. |
| -------------- | ----------------- | ---------------- | ---------- | ------------------- |
| Ашанті         | Ashanti           | Кумасі           | 24 535     | 3 600,358           |
| Велика Аккра   | Greater Accra     | Аккра            | 3 685      | 2 903,753           |
| Бронг-Ахафо    | Brong Ahafo       | Суньяні          | 39 557     | 1 798,058           |
| Верхня Східна  | Upper East        | Болгатанга       | 8 842      | 919,549             |
| Верхня Західна | Upper West        | Ва               | 20 814     | 575,579             |
| Вольта         | Volta             | Хо               | 20 572     | 1 630,254           |
| Східна         | Eastern           | Кофорідуа        | 19 977     | 2 101,650           |
| Західна        | Western           | Секонді-Такораді | 24 292     | 1 916,748           |
| Північна       | Northern          | Тамале           | 70 383     | 1 805,428           |
| Центральна     | Central           | Кейп-Кост        | 9 826      | 1 593,888           |

## Дістрикти Гани

### Область Ашанті

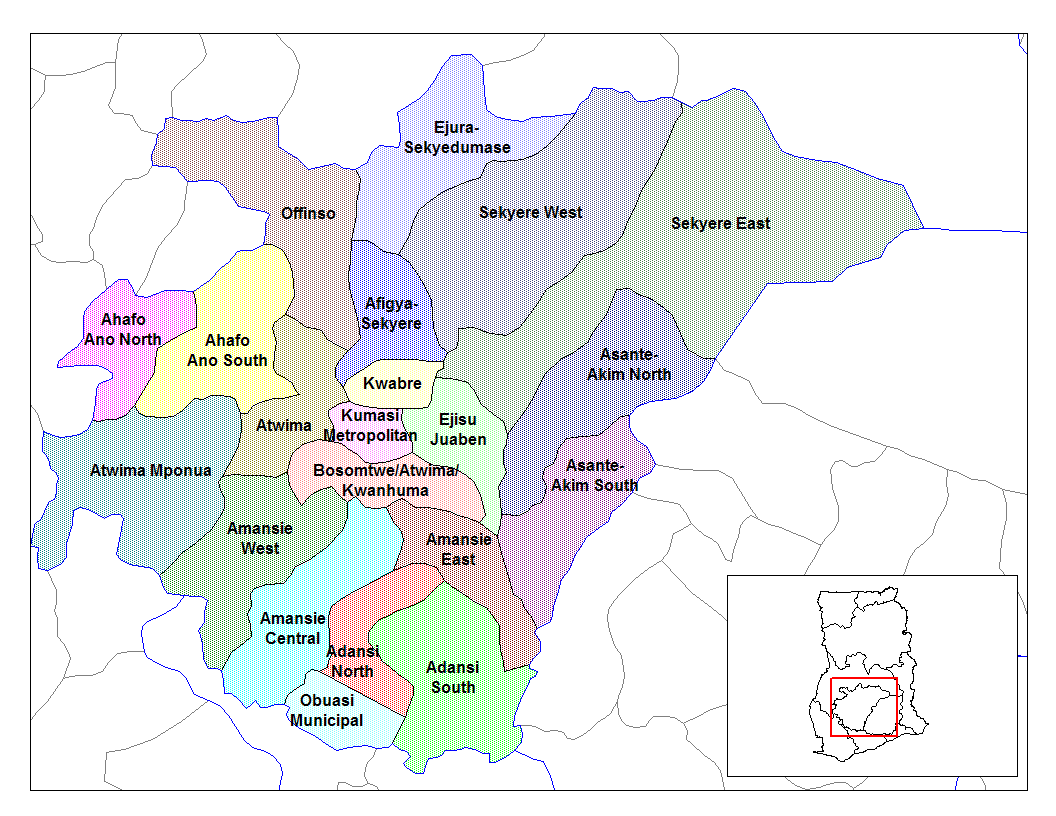
Райони області Ашанті

Область Ашанті складається з 21 района:
- Адансі (Adansi)
- Афіг'я-Сек'єре (Afigya-Sekyere)
- Ахафо-Ано (Ahafo Ano)
- Амансі (Amansie)
- Асанте-Акім (Asante Akim)
- Атвіма (Atwima)
- Боцомтве/Атвіма/Квангума (Botsomtwe/Atwima/Kwanhuma)
- Еджісу-Джуабен (Ejisu-Juaben)
- Еджура/Сек'єдумасе (Ejura/Sekyedumase)
- Кумасі міський район (Kumasi Metropolitan District)
- Квабре (Kwabre)
- Обуасі муніципальний район (Obuasi Municipal District)
- Оффінсо (Offinso)
- Сек'єре (Sekyere)

### Область Бронг-Ахафо

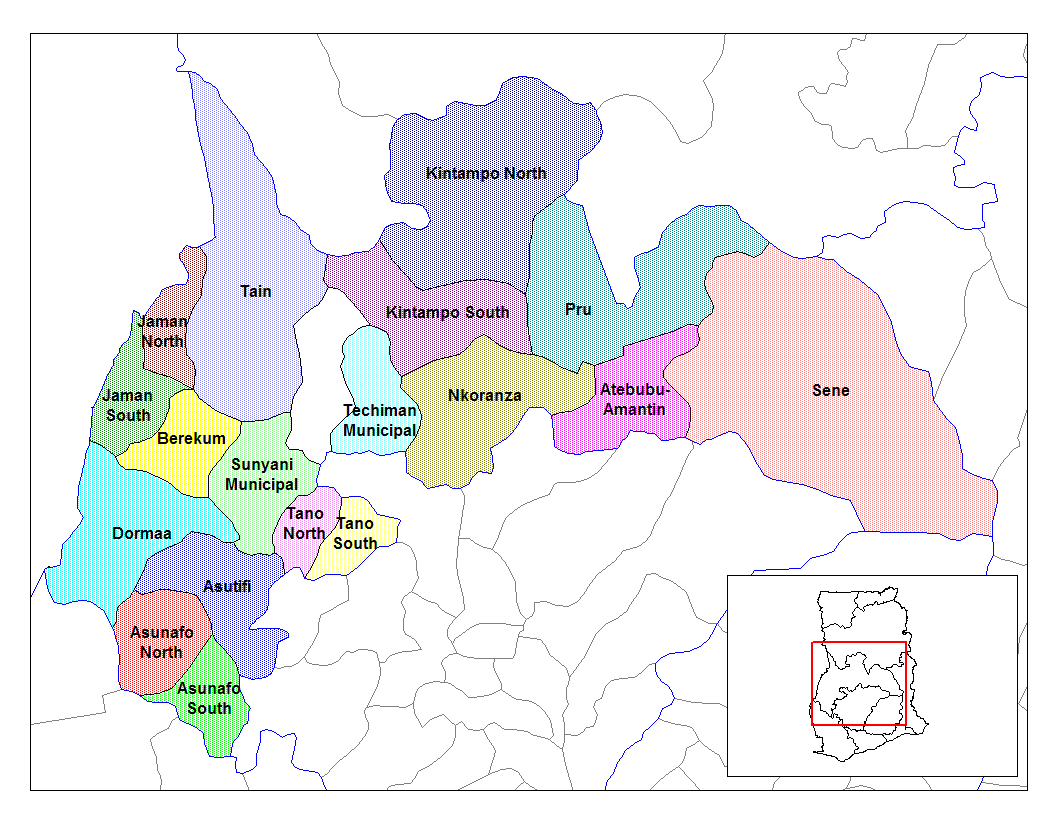
Райони області Бронг-Ахафо

Область Бронг-Ахафо складається з 19 районів:
- Асунафо (Asunafo)
- Асутіфі (Asutifi)
- Атебубу-Амантін (Atebubu-Amantin)
- Берекум (Berekum)
- Дормаа (Dormaa)
- Північний Джаман (Jaman North)
- Південний Джаман (Jaman South)
- Північний Кінтампо (Kintampo North)
- Південний Кінтампо (Kintampo South)
- Нкоранза (Nkoranza)
- Пру (Pru)
- Сене (Sene)
- Суньяні (Sunyani)
- Таїн (Tain)
- Північний Тано (Tano North)
- Південний Тано (Tano South)
- Течіман муніципальний район (Techiman Municipal District)
- Венчі (Wenchi)

### Центральна область

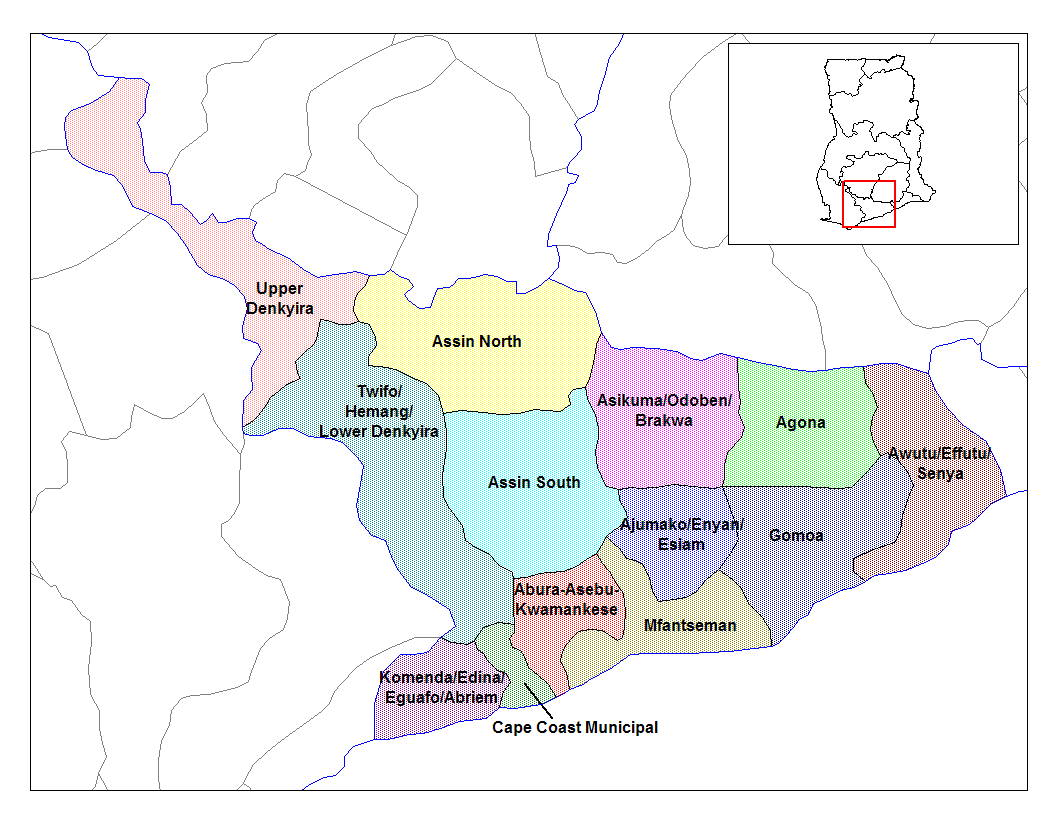
Райони Центральної області

Центральна область складається з 13 районів:
- Абура/Асебу/Кваманкесе (Abura/Asebu/Kwamankese)
- Аґона (Agona)
- Аджумако/Ен'ян/Ессім (Ajumako/Enyan/Essiam)
- Асікума/Одобен/Браква (Asikuma/Odoben/Brakwa)
- Північний Ассін (Assin North)
- Південний Ассін (Assin South)
- Авуту/Еффуту/Сенья (Awutu/Effutu/Senya)
- Кейп-Кост муніципальний район (Cape Coast Municipal District)
- Ґомоа (Gomoa)
- Коменда/Едіна/Еґуафо/Абірем (Komenda/Edina/Eguafo/Abirem)
- Мфанціман (Mfantsiman)
- Твіфо/Хеман/Нижня Денк'їра (Twifo/Heman/Lower Denkyira)
- Верхня Денк'їра (Upper Denkyira)

### Східна область

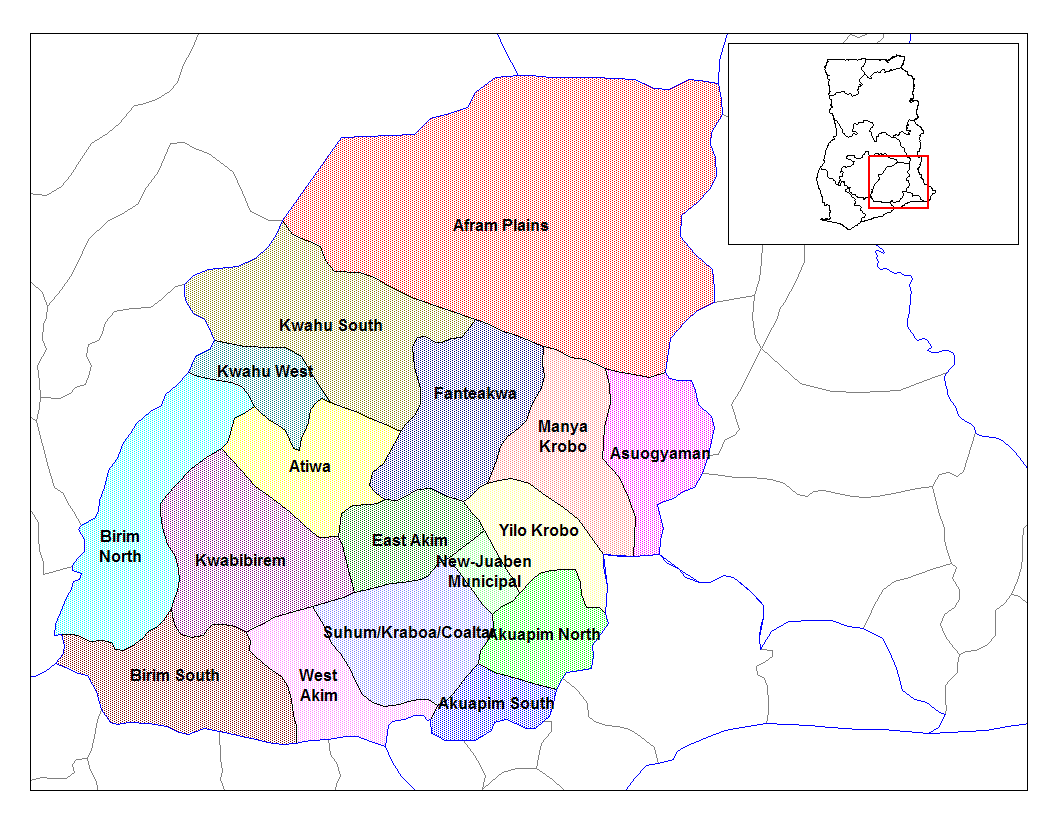
Райони Східної області

Східна область складається з 17 районів:
- Долини Афрам (Afram Plains)
- Північний Аквапім (Akuapim North)
- Південний Аквапім (Akuapim South)
- Асуог'яман (Asuogyaman)
- Атіва (Atiwa)
- Північний Бірім (Birim North)
- Південний Бірім (Birim South)
- Східний Акім (East Akim)
- Фантеаква (Fanteakwa)
- Кваебібірем (Kwaebibirem)
- Південний Кваху (Kwahu South)
- Західний Кваху (Kwahu West)
- Манья-Кробо (Manya Krobo)
- Нью-Джуабен муніципальний район (New-Juaben Municipal District)
- Сухум/Крабоа/Коальтар (Suhum/Kraboa/Coaltar)
- Західний Акім (West Akim)
- Йїло-Кробо (Yilo Krobo)

### Велика Аккра

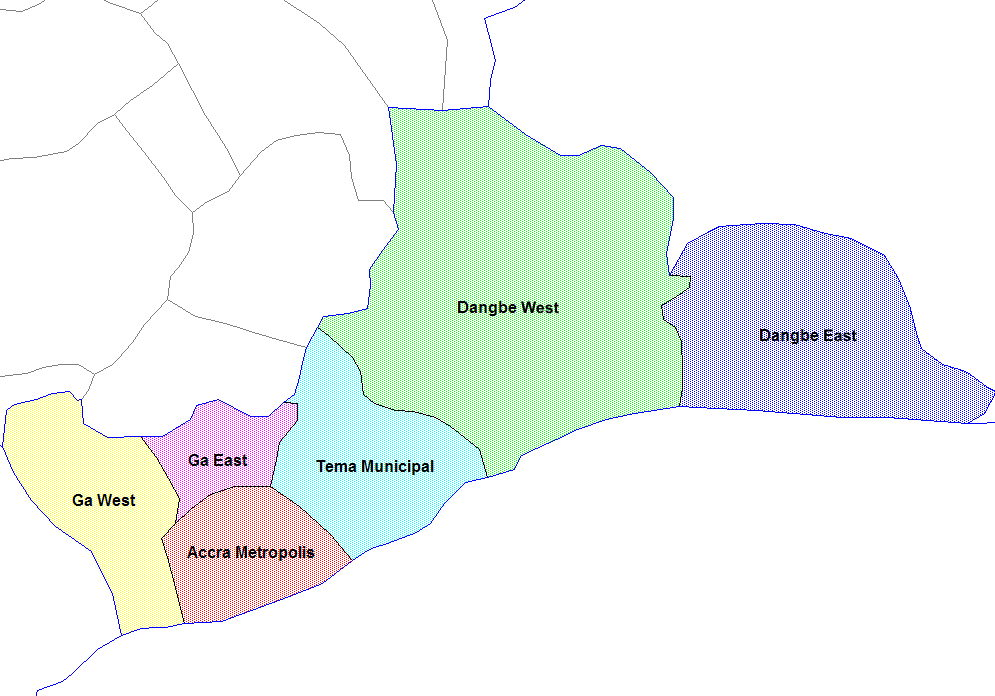
Райони області Велика Аккра

Велика Аккра складається з 6 районів:
- міський район Аккра (Accra Metropolis District)
- Східний Данґме (Dangme East)
- Західний Данґме (Dangme West)
- Східний Га (Ga East)
- Західний Га (Ga West)
- Тема муніципальний район (Tema Municipal District)

### Північна область

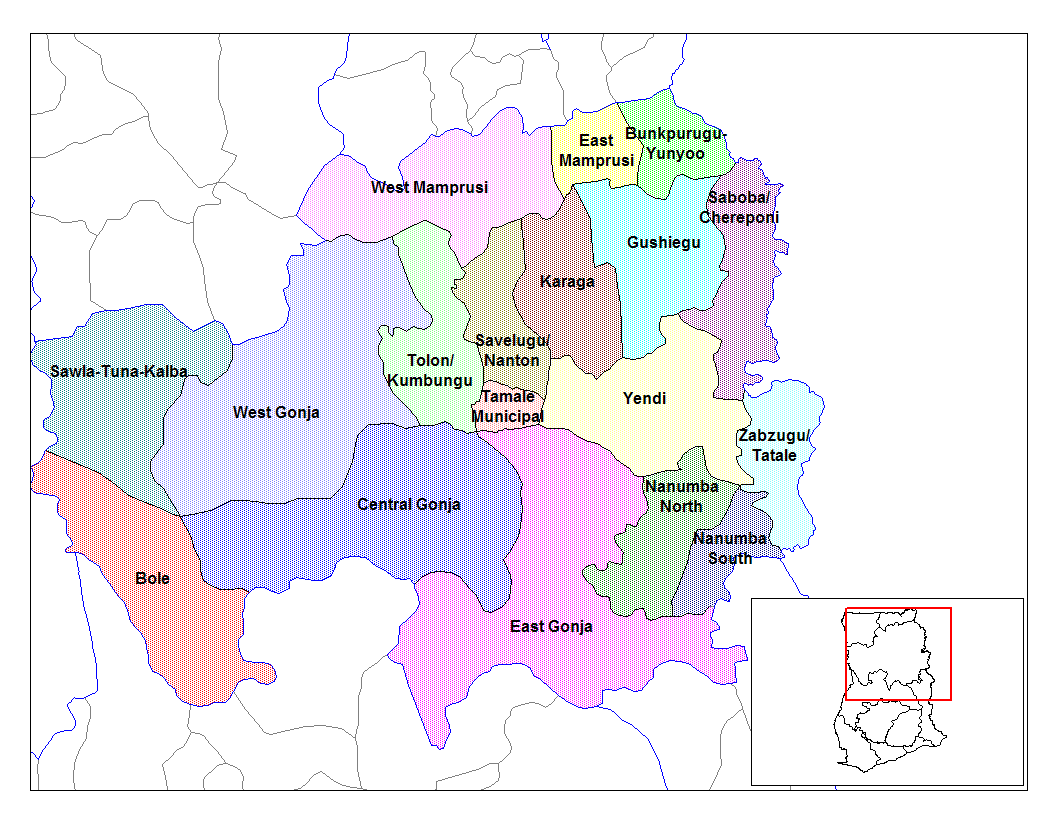
Райони Північної області

Північна область складається з 18 районів:
- Боле (Bole)
- Бункпуруґу-Юньоо (Bunkpurugu-Yunyoo)
- Центральна Гонджа (Central Gonja)
- Східна Гонджа (East Gonja)
- Східне Мампрусі (East Mamprusi)
- Ґушієґу (Gushiegu)
- Караґа (Karaga)
- Північна Нанумба (Nanumba North)
- Південна Нанумба (Nanumba South)
- Сабоба/Черепоні (Saboba/Chereponi)
- Савелуґу/Нантон (Savelugu/Nanton)
- Савла-Туна-Кальба (Sawla-Tuna-Kalba)
- Тамале міський район (Tamale Municipal District)
- Толон/Кумбунґу (Tolon/Kumbungu)
- Західна Гонджа (West Gonja)
- Західне Мампрусі (West Mamprusi)
- Єнді (Yendi)
- Забзуґу/Татале (Zabzugu/Tatale)

### Верхня Східна область

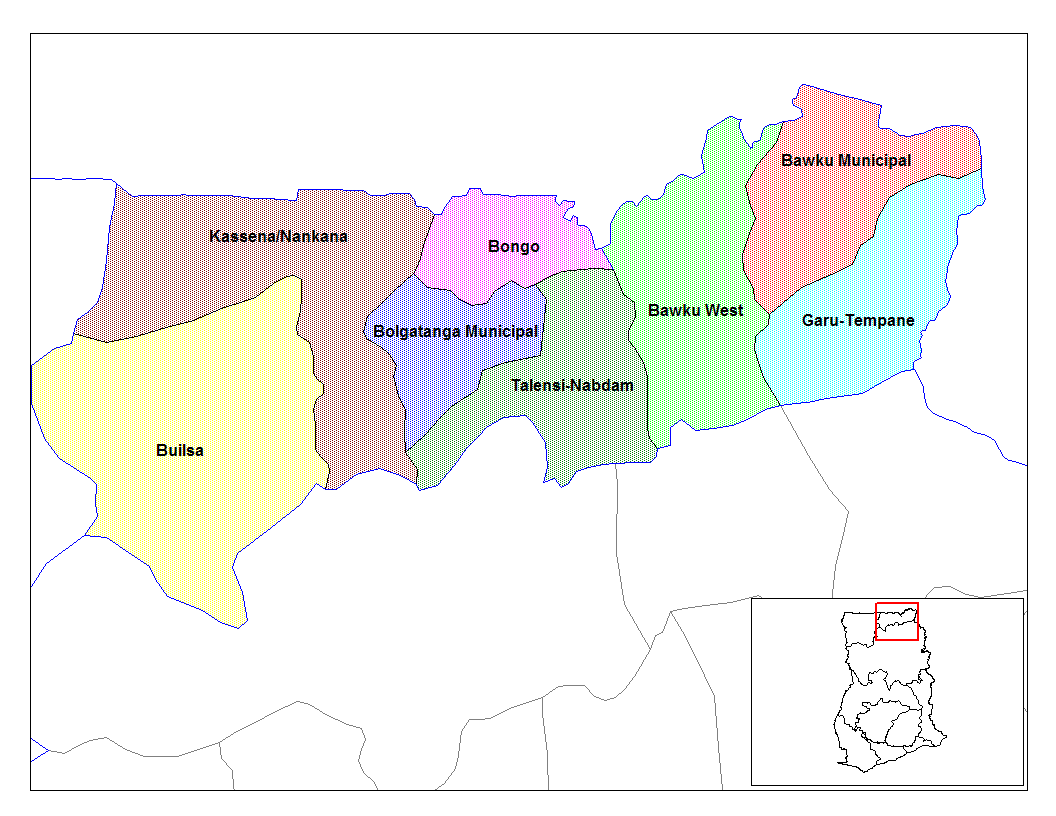
Райони Верхньої Східної області

Верхня Східна область складається з 8 районів:
- Бавку муніципальний район (Bawku Municipal District)
- Західний Бавку (Bawku West)
- Болґатанга муніципальний район (Bolgatanga Municipal District)
- Бонґо (Bongo)
- Буїлса (Builsa)
- Ґару-Темпане (Garu-Tempane)
- Кассена/Нанкана (Kassena/Nankana)
- Таленсі-Набдам (Talensi-Nabdam)

### Верхня Західна область

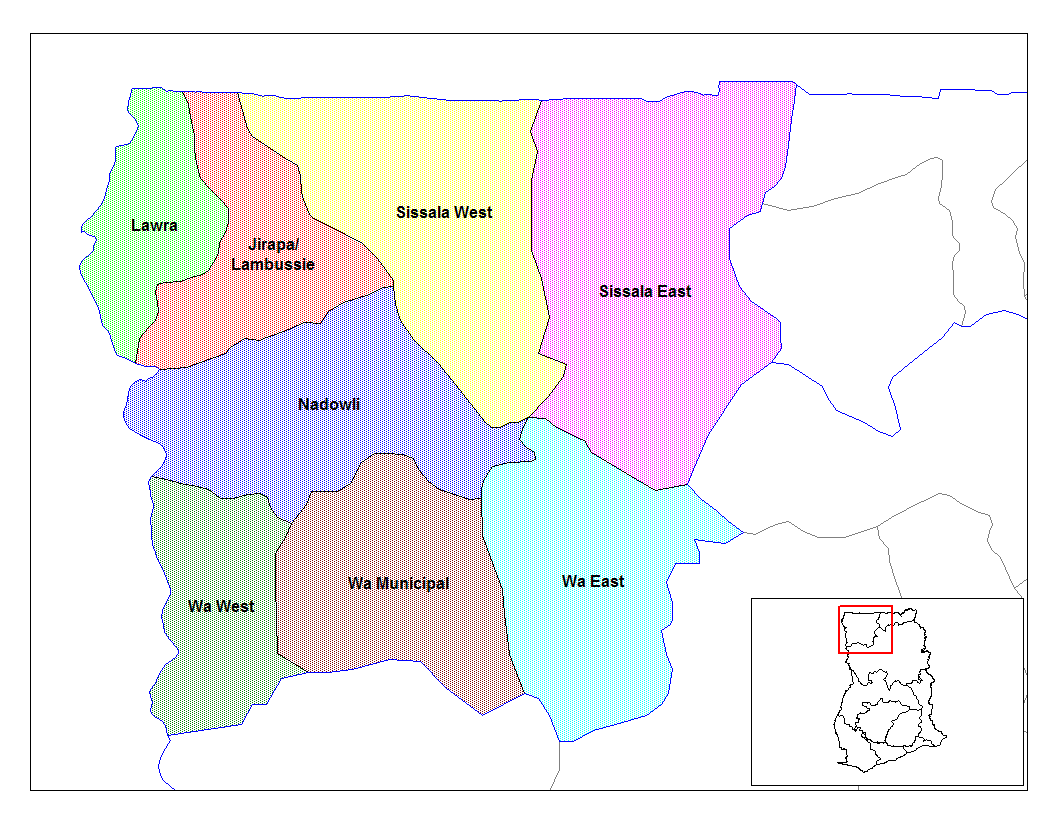
Райони Верхньої Західної області

Верхня Західна область складається з 8 районів:
- Джірапа/Ламбуссіє (Jirapa/Lambussie)
- Лавра (Lawra)
- Надовлі (Nadowli)
- Східна Сіссала (Sissala East)
- Західна Сіссала (Sissala West)
- Східне Ва (Wa East)
- Ва муніципальний район (Wa Municipal District)
- Західне Ва (Wa West)

### Область Вольта

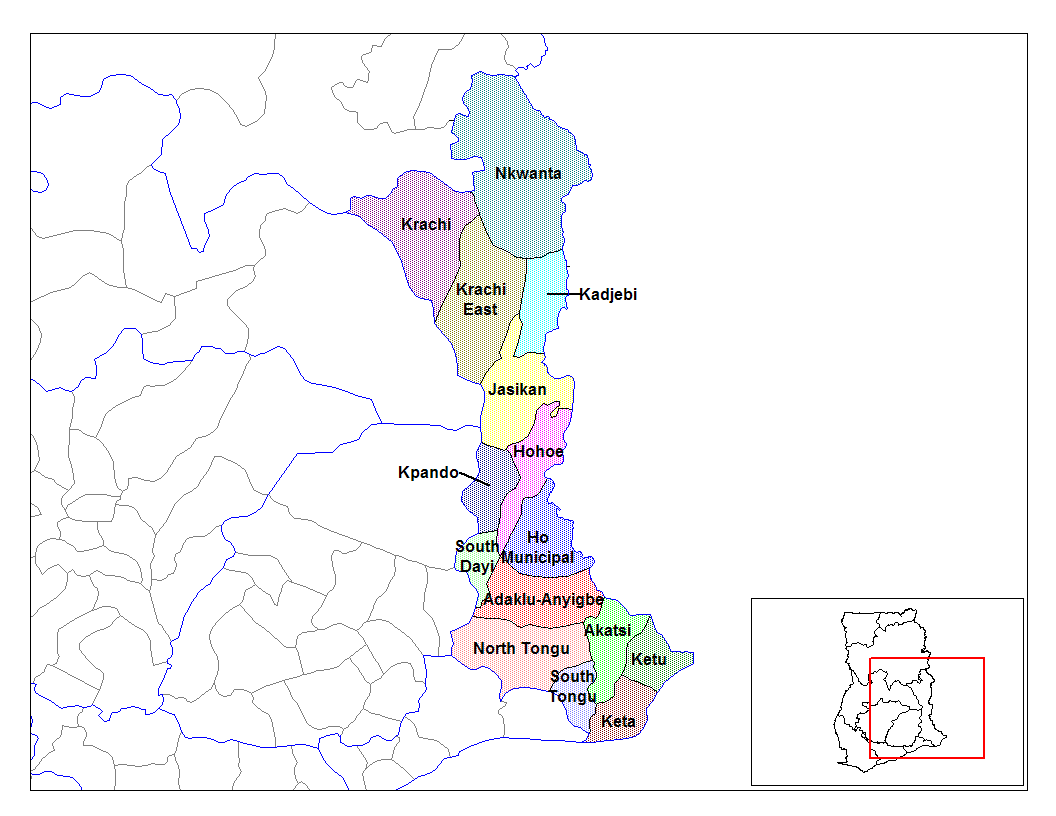
Райони області Вольта

Область Вольта складається з 15 районів:
- Адаклу-Аньїґбе (Adaklu-Anyigbe)
- Акаці (Akatsi)
- Хо муніципальний район (Ho Municipal District)
- Хохое (Hohoe)
- Джасікан (Jasikan)
- Каджебі (Kadjebi)
- Кета (Keta)
- Кету (Ketu)
- Кпандо (Kpando)
- Крачі (Krachi)
- Східний Крачі (Krachi East)
- Нкванта (Nkwanta)
- Північне Тонґу (North Tongu)
- Південний Дайї (South Dayi)
- Південне Тонґу (South Tongu)

### Західна область

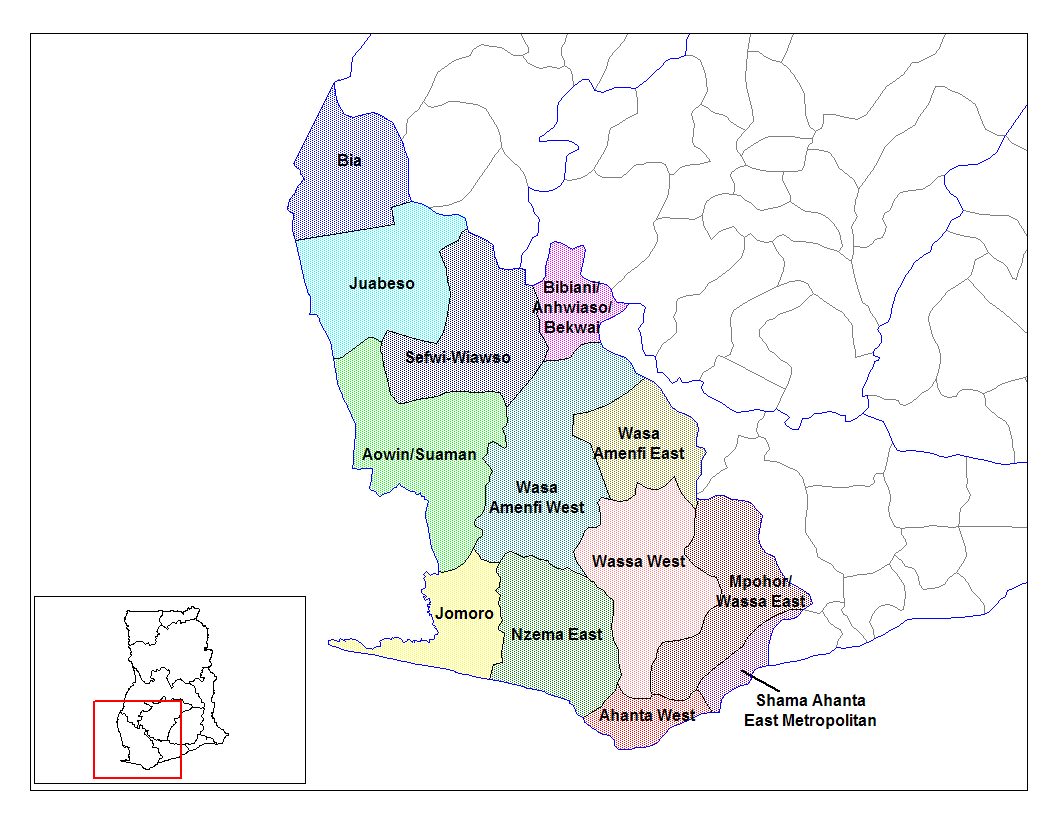
Райони Західної області

Західна область складається з 13 районів:
- Західна Аханта (Ahanta West)
- Аовін/Суаман (Aowin/Suaman)
- Біа (Bia)
- Біб'яні/Анхв'ясо/Бекваї (Bibiani/Anhwiaso/Bekwai)
- Джоморо (Jomoro)
- Джуабесо (Juabeso)
- Східний Мпохор/Васса (Mpohor/Wassa East)
- Східна Нзема (Nzema East)
- Сефві-Віяусо (Sefwi-Wiawso)
- Шама-Абанта Східна міський район (Shama Ahanta East Metropolitan District)
- Східна Васа-Аменфі (Wasa Amenfi East)
- Західна Васа-Аменфі (Wasa Amenfi West)
- Західна Васса (Wassa West)